# 巴爾杜 (突尼西亞)

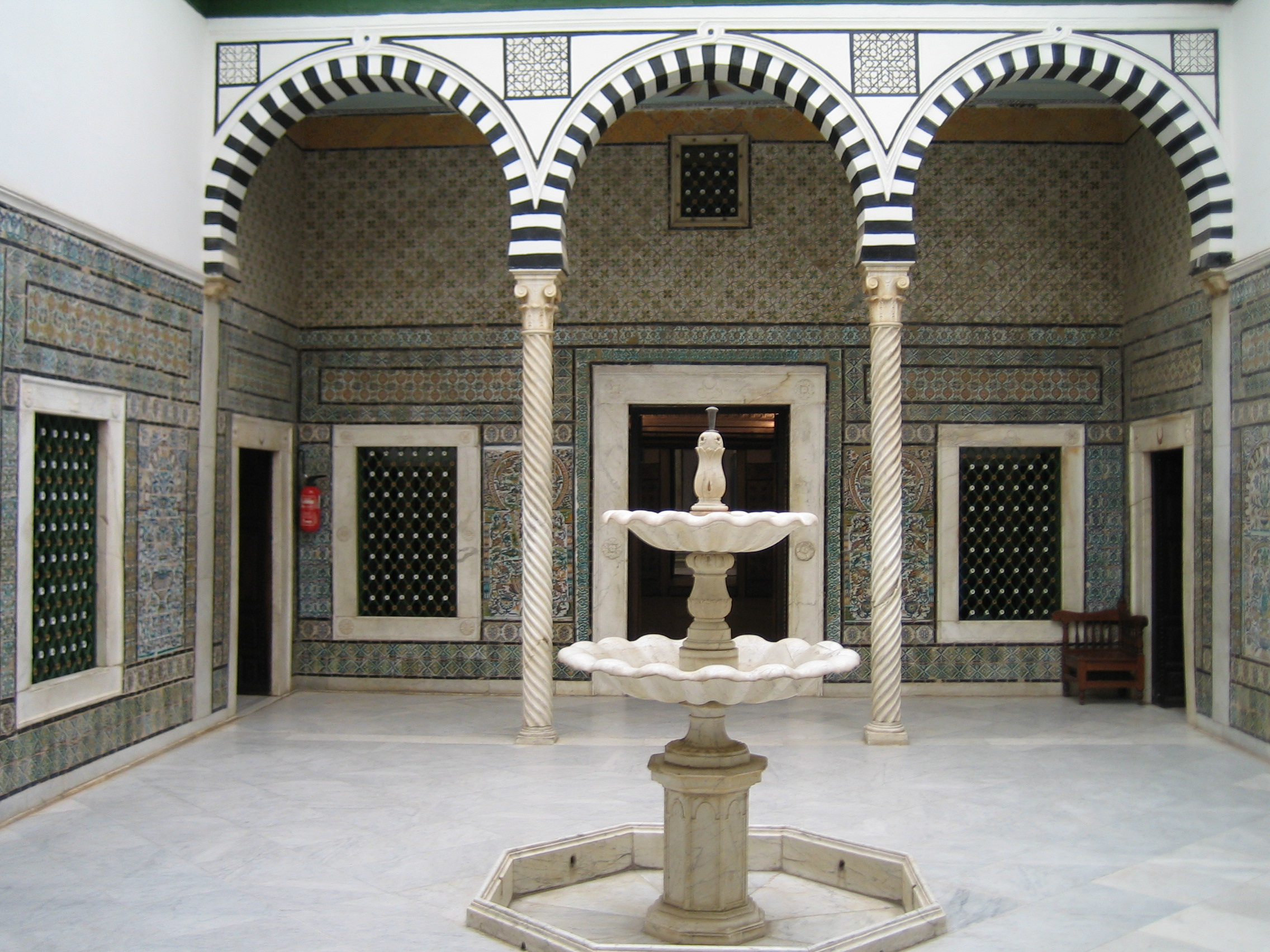

巴爾杜（阿拉伯语：‎ El bardowⓘ）是突尼西亞的城市，位於首都突尼斯市以西4公里，由突尼斯省負責管轄，該鎮在十五世紀哈夫斯王朝時期建成，鎮上有全國最大的考古博物館，2004年人口73,953。

## 友好城市
- 法國 吕埃-马尔迈松

## 外部連結
- （法文） Bardo Museum